# Апелляционный суд десятого округа США
Апелляцио́нный суд деся́того о́круга США (дословно Апелляционный суд США по десятому федеральному апелляционному округу; англ. United States Court of Appeals for the Tenth Circuit, сокращённо 10th Cir.) — федеральный суд апелляционной инстанции США, рассматривающий дела в штатах Вайоминг, Канзас, Колорадо, Оклахома, Нью-Мексико и Юта.
Суд расположен в Федеральном здании суда имени Байрона Уайта в Денвере, штат Колорадо.
До 1929 года являлся частью восьмого округа. В то время он включал в свой состав 13 штатов и был крупнейшим в стране. В связи с чем Конгресс решил разделить его на две части и тем самым снизить нагрузку федеральных судов. Миннесота, Айова, Северная Дакота, Южная Дакота, Небраска, Миссури и Арканзас были оставлены в восьмом округе, а остальные штаты образовали новый десятый судебный округ.
Верховный суд США может проверить и пересмотреть решение Апелляционного суда только в том случае, если оно существенно нарушает сложившуюся судебную практику либо имеется неразрешённая коллизия в вопросе федерального права.

## Территориальная юрисдикция
В Апелляционном суде по десятому федеральному апелляционному округу обжалуются окончательные решения, принятые по вопросам, относящимся к федеральной юрисдикции, следующих нижестоящих судов федерального уровня:
- Федеральный окружной суд Вайоминга
- Федеральный окружной суд Канзаса
- Федеральный окружной суд Колорадо
- Федеральный окружной суд Северного округа Оклахомы
- Федеральный окружной суд Восточного округа Оклахомы
- Федеральный окружной суд Западного округа Оклахомы
- Федеральный окружной суд Нью-Мексико
- Федеральный окружной суд Юты